# Schallgeschwindigkeit
| Schallgrößen |
| --- |
| - Schallauslenkung {\displaystyle \xi } - Schalldruck {\displaystyle p} - Schalldruckpegel {\displaystyle L_{p}} - Schallenergiedichte {\displaystyle E} - Schallenergie {\displaystyle W} - Schallfluss {\displaystyle q} - Schallgeschwindigkeit {\displaystyle c_{\text{S}}} - Schallimpedanz {\displaystyle Z} - Schallintensität {\displaystyle I} - Schallleistung {\displaystyle P_{\text{ak}}} - Schallschnelle {\displaystyle v} - Schallschnelleamplitude {\displaystyle v} - Schallstrahlungsdruck |

Die Schallgeschwindigkeit ist die Geschwindigkeit, mit der sich Schallwellen in einem Medium ausbreiten. Ihr Formelzeichen ist {\displaystyle c_{\text{S}}}  und ihre SI-Einheit ist Meter pro Sekunde (m/s). So beträgt sie bei 20 °C in gänzlich trockener Luft 343,46 m/s (1236,5 km/h bzw. 667,7 kn).
Die Schallgeschwindigkeit entspricht der Ausbreitungsgeschwindigkeit von (geringen) Druckschwankungen im Medium. Andere, nicht zu verwechselnde, Größen sind die Strömungsgeschwindigkeit von Stoffen und die Schallschnelle, d. h. die Geschwindigkeit, mit der sich die einzelnen Teilchen des Mediums um die Ruheposition bewegen, um die zu der Schallwelle gehörige Deformation auf- und abzubauen.
Die Schallgeschwindigkeit ist eine Eigenschaft des Ausbreitungsmediums, insbesondere dessen Widerstand gegen elastische Deformationen und dessen Dichte. Da diese Eigenschaften von Druck und Temperatur abhängig sind, ist die Schallgeschwindigkeit auch von diesen abhängig. Die Schallgeschwindigkeit steigt im Allgemeinen mit der Temperatur, in der Nähe von Phasenübergängen fällt sie aber wieder. Bei nicht zu hohen Drücken ist die Schallgeschwindigkeit kaum vom Druck abhängig, weil sich die Änderungen von Dichte und Elastizität ausgleichen.
Im Inneren von idealen Flüssigkeiten und Gasen können sich nur Longitudinalwellen ausbreiten, es gibt nur eine Schallgeschwindigkeit.
In Festkörpern können sich auch Scherwellen (Transversalwellen), die sich langsamer (meist etwa halb so schnell) als Longitudinalwellen ausbreiten. In anisotropen Festkörpern ist die Ausbreitungsgeschwindigkeit richtungsabhängig und es kann zwei verschiedene Transversalwellen mit leicht unterschiedlichen Ausbreitungsgeschwindigkeiten geben.
In Festkörpern könne sich auch langsamere Scherwellen (Transversalwellen) ausbreiten. In anisotropen Festkörpern ist die Ausbreitungsgeschwindigkeit richtungsabhängig und es kann zwei verschiedene Transversalwellen mit leicht unterschiedlichen Ausbreitungsgeschwindigkeiten geben.
Die Schallgeschwindigkeit wird im Allgemeinen für unbegrenzte Medien angegeben, in der Nähe von Grenzflächen (Rayleigh-Welle, Lamb-Welle) an Oberflächen oder bei schwingenden Flächen reduziert sich die Schallgeschwindigkeit.
Die Schallgeschwindigkeit ist bei geringem Schallwechseldruck von diesem unabhängig, bei höheren Amplituden steigt die Schallgeschwindigkeit an und es kommt zu Stofftransporten (siehe Stoßwelle).
Schalltransport ist weitgehend verlustfrei und unabhängig von der Frequenz, bei höheren Frequenzen oder in der Nähe von Phasenübergängen kommt es zu erhöhten Transportverlusten und die Schallgeschwindigkeit wird frequenzabhängig.
Für den Zusammenhang zwischen Schallgeschwindigkeit {\displaystyle c_{\text{S}}} und Frequenz {\displaystyle f} einer monochromatischen Schallwelle der Wellenlänge {\displaystyle \lambda } gilt wie für alle solchen Wellen:
{\displaystyle c_{\text{S}}=\lambda \,f}

## Geschichte
In Isaac Newtons „Principia“ von 1687 wird die Schallgeschwindigkeit in Luft mit 298 m/s angegeben. Dieser Wert ist um etwa 15 % zu niedrig, was in erster Linie auf die fehlende Berücksichtigung der damals noch unbekannten Auswirkung der durch die Schalldruckschwankungen hervorgerufenen Temperaturschwankungen des Mediums zurückzuführen ist. Nach aktuellem Verständnis ist die Kompression und Ausdehnung der Schallwellen in der Luft ein adiabatischer Prozess und nicht isotherm. Dieser Fehler wurde durch Pierre-Simon Laplace korrigiert.
Im 17. Jahrhundert gab es mehrere Versuche, die Schallgeschwindigkeit genau zu messen, darunter Versuche von Marin Mersenne im Jahr 1630 (1380 Pariser Fuß pro Sekunde), Pierre Gassendi im Jahr 1635 (1473 Pariser Fuß pro Sekunde) und Robert Boyle (1125 Pariser Fuß pro Sekunde). Der Pariser Fuß entsprach 325 mm, so dass der heute bekannte Wert bei 20 °C 1055 Pariser Fuß pro Sekunde beträgt. 1660 bestimmte Giovanni Alfonso Borelli zusammen mit Vincenzo Viviani, einem Schüler von Galileo Galilei, durch Messung des Zeitintervalls zwischen dem Erkennen des Explosionsblitzes einer in einer bestimmten Entfernung aufgestellten Kanone und der Wahrnehmung des Knalls. Sie kamen auf ein Ergebnis von 350 m/s, ein Wert, der den heutigen Messungen (331,29 m/s bei einer Temperatur von 0 °C) viel näher kommt als Gassendis Wert von 478 m/s.
1708 veröffentlichte William Derham eine genauere Messung der Schallgeschwindigkeit mit 1072 Pariser Fuß pro Sekunde (348,4 m/s). Derham beobachtete mit einem Fernrohr vom Turm der St Laurence’s Church in Upminster aus das Aufblitzen eines entfernten Gewehrschusses und maß dann mit einem Halbsekundenpendel die Zeit bis zum Ertönen des Schusses. Die Schüsse wurden von einer Reihe örtlicher Sehenswürdigkeiten aus gemessen, darunter die Kirche von North Ockendon. Die Entfernung war durch Triangulation bekannt, so dass die Geschwindigkeit, mit der sich der Schall fortbewegt hatte, berechnet werden konnte.

## Schallgeschwindigkeit in Flüssigkeiten und Gasen

Ausbreitung einer Longitudinalwelle. Dies ist die einzige Art von Schallwellen, die sich in Flüssigkeiten und Gasen ausbreiten können.

In Flüssigkeiten und Gasen können sich nur Druck- bzw. Dichtewellen ausbreiten, bei denen sich die einzelnen Teilchen in Richtung der Wellenausbreitung hin und her bewegen (Longitudinalwelle). Die Schallgeschwindigkeit ist eine Funktion der Dichte {\displaystyle \rho } und des (adiabatischen) Kompressionsmoduls {\displaystyle K} und berechnet sich so:
{\displaystyle c_{\,{\text{Flüssigkeit, Gas}}}={\sqrt {\frac {K}{\rho }}}}
In Flüssigkeiten sind die Moleküle permanent durch intermolekulare Kräfte gekoppelt. Durch dadurch induzierte kohärente Bewegung der Teilchen breitet sich der Schall aus. Die maximale Frequenz, die sich dabei ausbreiten kann, liegt in der Größenordnung von etwa 100...1000 GHz.
| Stoff / Medium | Tempe- ratur | Druck   | Teilchen- dichte (cm−3) | mittlere freie Weglänge | mittlere Geschwin- digkeit | mittlere Stoß- frequenz |
| -------------- | ------------ | ------- | ----------------------- | ----------------------- | -------------------------- | ----------------------- |
| Wasserstoff    | 300 K        | 100 kPa | 2,4·1019                | 113 nm                  | 1780 m/s                   | 15,8 GHz                |
| Helium         | 300 K        | 100 kPa | 2,4·1019                | 141 nm                  | 1260 m/s                   | 08,9 GHz                |
| Luft           | 300 K        | 100 kPa | 2,4·1019                | 068 nm                  | 0467 m/s                   | 06,7 GHz                |
| Wasserstoff    | 300 K        | 1 Pa    | 2,4·1014                | 11,3 mm                 | 1780 m/s                   | 158 kHz                 |
| Helium         | 300 K        | 1 Pa    | 2,4·1014                | 14,1 mm                 | 1260 m/s                   | 089 kHz                 |
| Luft           | 300 K        | 1 Pa    | 2,4·1014                | 06,8 mm                 | 0467 m/s                   | 067 kHz                 |
| Luft           | 300 K        | 1 mPa   | 2,4·1011                | 06,8 m                  | 0467 m/s                   | 067 Hz                  |
| Luft           | 300 K        | 1 µPa   | 2,4·108                 | 06,8 km                 | 0467 m/s                   | alle 15 s               |
| Luft           | 300 K        | 1 nPa   | 2,4·105                 | 6800 km                 | 0467 m/s                   | alle 4½ h               |
| Wasserstoff    | 300 K        | 1 nPa   | 2,4·105                 | 11.300 km               | 1780 m/s                   | alle 1¾ h               |
|                |              |         |                         |                         |                            |                         |
| Molekülwolken  | 30 K         |         | 104                     | 270.000 km              | 0560 m/s                   | alle 6 d                |
| H-I-Wolken     | 70 K         | 30      | 90 Mio. km              | 0860 m/s                | alle 3 a                   |                         |
| WIM            | 3.000 K      | 0,01    | 1800 AE                 | 5600 m/s                | alle 1500 a                |                         |
| H-II-Wolken    | 10.000 K     | 1000    | 2,7 Mio. km             | 10 km/s                 | alle 3 d                   |                         |
| koronales Gas  | 3·105 K      | 3·10−4  | 1 Lichtjahr             | 56 km/s                 | alle 5000 a                |                         |

In Gasen (deutlich unterhalb des kritischen Punktes) breitet sich Schall durch elastische Stöße der Gasmoleküle aus. Die maximale Frequenz ist hierbei druck- und temperaturabhängig.
Mittlere freie Weglänge: 
{\displaystyle \lambda ={\frac {k_{B}T}{d^{2}p\pi {\sqrt {2}}}}}
Mittlere Geschwindigkeit: 
{\displaystyle {\overline {v}}={\sqrt {\frac {8k_{B}T}{\pi m}}}}
Mittlere Stoßfrequenz: 
{\displaystyle f={\frac {\overline {v}}{\lambda }}=4d^{2}p{\sqrt {\frac {\pi }{mk_{B}T}}}}
Für Luft unter Normalbedingungen erhält man eine maximal mögliche Frequenz von etwa 3 GHz, bei geringeren Drücken reduziert sich diese Frequenz bis in Bereiche, in denen eine Periode mehrere Stunden dauern muss. In Intergalaktischer Materie treten Stöße zwischen den Atomen teilweise nur alle 10.000 Jahre auf. Von einer klassischen Schallausbreitung kann dann keine Rede mehr sein.

## Schallgeschwindigkeit in Festkörpern

Ausbreitung einer Scher- oder Transversal-Welle. Diese zusätzliche Art von Schallwellen breitet sich nur in Festkörpern aus, da sie eine elastische seitliche Scherbewegung erfordert, die nur von Festkörpers unterstützt wird.

Schall in Festkörpern breitet sich durch elastische Kopplung zwischen den Atomen aus. Das in Festkörpern vorhandene Schermodul {\displaystyle G} (d. h. die Möglichkeit des Aufbauens von Biegespannungen) erlaubt, dass Schallwellen sich in Festkörpern neben als Longitudinalwellen (hierbei ist die Schwingungsrichtung der Teilchen parallel zur Ausbreitungsrichtung: Druck) auch als Transversalwellen (Schwingungsrichtung senkrecht zur Ausbreitungsrichtung: Scherung) ausbreiten.
Die Schallausbreitung ist dabei in Festkörper innerhalb der ersten Brillouin-Zone, wenn auch dann mit hohen Dämpfungen, bis etwa 10...30 THz möglich. Darüber existiert keine Schallausbreitung mehr. Die Grenzfrequenz ergibt sich aus dem Debye-Modell und heißt Debyesche Abschneidefrequenz oder einfach Debye-Frequenz {\displaystyle \nu _{D}} Sie lässt sich berechnen über:
{\displaystyle \nu _{D}={\frac {k_{B}\Theta _{D}}{h}}}
| Diamant  | 1860 K | 39 THz   | Aluminium | 428 K | 8,9 THz | Blei     | 95 K | 1,98 THz |
| Silizium | 0645 K | 13,4 THz | Kupfer    | 345 K | 7,2 THz | Arsen    | 92 K | 1,91 THz |
| Chrom    | 0610 K | 12,7 THz | Silber    | 215 K | 4,5 GHz | Rubidium | 56 K | 1,17 THz |
| Eisen    | 0470 K | 09,8 THz | Gold      | 165 K | 3,3 THz | Caesium  | 35 K | 0,79 THz |

Für Longitudinalwellen hängt im allgemeinen Fall die Schallgeschwindigkeit in Festkörpern von der Dichte {\displaystyle \rho } (rho), der Poissonzahl {\displaystyle \nu } (ny) und dem Elastizitätsmodul {\displaystyle E} des Festkörpers ab. Dabei gilt
{\displaystyle c_{\text{Festkörper, longitudinal}}={\sqrt {\frac {E\,(1-\nu )}{\rho \,(1-\nu -2\nu ^{2})}}}}
{\displaystyle c_{\text{Festkörper, transversal}}={\sqrt {\frac {E}{2\,\rho \,(1+\nu )}}}\ =\ {\sqrt {\frac {G}{\rho }}}}
mit dem Schubmodul {\displaystyle \,G={\frac {E}{2\,(1+\nu )}}}.
Das Verhältnis der Ausbreitungsgeschwindigkeit zwischen Transversal- und Longitudinalwelle ist in isotropen Medien immer kleiner  als 0,7071... {\displaystyle (={\sqrt {0{,}5}})} und nur abhängig von der Poissonzahl {\displaystyle \nu }:
| Kork       | 0     | 0,7071 | 0,862 |               |                                  |                                | {\displaystyle 0{,}{\overline {3}}}       | 1 / 2 | 0,932 |
| Beryllium  | 0,032 | 0,6953 | 0,871 | Hartgummi     | ≈0,49                            | ≈0,15                          | {\displaystyle 0{,}4375}                  | 1 / 3 | 0,947 |
| Beton      | 0,2   | 0,612  | 0,908 | Gummi         | ≈0,499                           | ≈0,05                          | {\displaystyle 0{,}4{\overline {66}}}     | 1 / 4 | 0,950 |
| Titan      | 0,33  | 0,5037 | 0,931 | Weichgummi    | ≈0,4999                          | ≈0,015                         | {\displaystyle 0{,}4791{\overline {6}}}   | 1 / 5 | 0,952 |
| Al, Cu, Mg | 0,35  | 0,480  | 0,934 |               |                                  |                                | {\displaystyle 0{,}4{\overline {857142}}} | 1 / 6 | 0,933 |
| Blei       | 0,44  | 0,347  | 0,947 | Flüssigkeiten | {\displaystyle \rightarrow } 0,5 | {\displaystyle \rightarrow } 0 | {\displaystyle 0{,}48958{\overline {3}}}  | 1 / 7 | 0,933 |

Gummi und Elastomere stellen dabei den Übergang zu Flüssigkeiten dar. Bei geringen Drücken sind sie gut deformierbar bei vergleichsweise geringer Kompressiblität.
Für eine Oberflächenwelle auf einem ausgedehnten Festkörper (Rayleigh-Welle) gilt:
{\displaystyle c_{\text{Festkörper, Oberfläche}}\approx 0{,}8741\ldots 0{,}9554\cdot c_{\text{Festkörper, transversal}}}
Der Faktor {\displaystyle c_{...}}hängt hierbei von der Poisson-Zahl {\displaystyle \nu } ab. Näherungsweise gilt:
{\displaystyle {\frac {c_{\mathrm {surf} }}{c_{\mathrm {bulk} }}}={\frac {0{,}862+1{,}14\cdot \nu }{1+\nu }}}
Die Ursache ist die fehlende Scherspannung in Richtung der Grenzfläche. Zu einer weiteren Reduktion der Schallgeschwindigkeit kommt es bei Schallausbreitung auf Platten (siehe Lamb-Welle), am Rand von (endlich breiten) Platten, Stäben und gar Saiten.
Der Ausdruck {\displaystyle M={\tfrac {E\,(1-\nu )}{(1-\nu -2\nu ^{2})}}} wird auch als Longitudinalmodul bezeichnet, sodass für die Longitudinalwelle auch
{\displaystyle c_{\text{Festkörper, longitudinal}}={\sqrt {\frac {M}{\rho }}}}
geschrieben werden kann.
Im Spezialfall eines langen Stabes, dessen Durchmesser deutlich kleiner als die Wellenlänge der Schallwelle ist, kann der Einfluss der Querkontraktion vernachlässigt werden (d. h. {\displaystyle \nu =0}), und man erhält:
{\displaystyle c_{\text{langer Stab, longitudinal}}={\sqrt {\frac {E}{\rho }}}}
{\displaystyle c_{\text{langer Stab, transversal}}={\sqrt {\frac {E}{2\rho }}}}

### Obere Grenze für Schallgeschwindigkeit
Eine prinzipielle obere Grenze für eine in einem nur aus Protonen und Elektronen bestehenden, über die elektromagnetische Wechselwirkung interagierenden Festkörper mögliche Schallgeschwindigkeit ist:
{\displaystyle c_{\mathrm {solid} }^{\mathrm {max} }=\alpha \,c\,{\sqrt {\frac {Z\,m_{\mathrm {e} }}{2Z\,m_{\mathrm {p} }}}}=\alpha \,c\,{\sqrt {\frac {m_{\mathrm {e} }}{2\,m_{\mathrm {p} }}}}\approx 36{,}1\;\mathrm {km/s} }.
Um diesen Wert zu erreichen, darf es zu keinen Abschirmeffekten von Kernelektronen durch Valenzelektronen kommen. Daher findet man die Abstand höchsten Schallgeschwindigkeiten nur den Festkörpern der Elemente der zweiten Periode bei Beryllium (12,5 km/s), Bor (12,8 km/s) und Diamant (18,7 km/s).
Berücksichtigt man, dass stabile Festkörper aus mindestens genauso vielen Neutronen wie Protonen bestehen, erhält man:
{\displaystyle c_{\mathrm {solid} }^{\mathrm {max} }=\alpha \,c\,{\sqrt {\frac {m_{\text{Hülle}}}{2\,m_{\text{Kern}}}}}\approx \alpha \,c\,{\sqrt {\frac {m_{\mathrm {e} }}{2(m_{\mathrm {p} }+m_{\mathrm {n} })}}}\approx 25{,}5\;\mathrm {km/s} \,}.
Berücksichtigt man weiterhin die (weitgehende) Abschirmung der beiden s-Elektronen durch die p-Elektronen, erhält man für Beryllium 17,7 km/s, Bor 19,4 km/s und für Diamant 20,5 km/s als theoretisch maximal mögliche Schallgeschwindigkeit.
Dabei ist {\displaystyle c} die Lichtgeschwindigkeit, {\displaystyle \alpha } die Feinstrukturkonstante, {\displaystyle m_{\text{e}}} die Masse eines Elektrons, {\displaystyle m_{\text{p}}} die Masse eines Protons und {\displaystyle m_{\text{n}}} die Masse eines Neutrons.
Entartetete Materie, deren Wechselwirkung nicht über die elektromagnetische Kraft, sondern über starke Kernkraft erfolgt und deren Materie wesentlich dichter gepackt ist, kann dagegen Druckschwankung bis nahe der Lichtgeschwindigkeit weiterleiten.

## Schallgeschwindigkeit im idealen Gas

### Klassisches ideales Gas
Da der Kompressionsmodul eines klassischen idealen Gases {\displaystyle K=\kappa \,p} nur vom Adiabatenexponenten {\displaystyle \kappa } („kappa“) des Gases und dem herrschenden Druck {\displaystyle p} abhängt, ergibt sich für die Schallgeschwindigkeit:
{\displaystyle c_{\text{Ideales Gas}}={\sqrt {\kappa \,{\frac {p}{\rho }}}}={\sqrt {\kappa \,{\frac {RT}{M}}}}={\sqrt {\kappa \,{\frac {k_{\mathrm {B} }T}{m}}}}}
Hier ist {\displaystyle R} die universelle Gaskonstante, {\displaystyle M} die molare Masse (Masse/Stoffmenge) des Gases, {\displaystyle k_{\mathrm {B} }} die Boltzmann-Konstante, {\displaystyle m} die (durchschnittliche) Masse eines Teilchens und {\displaystyle T} die absolute Temperatur. Für feste Werte {\displaystyle M} und {\displaystyle \kappa }, also für ein gegebenes ideales Gas, hängt die Schallgeschwindigkeit nur von der Temperatur ab. Sie ist insbesondere weder vom Druck noch von der Dichte des Gases abhängig.
Der Adiabatenexponent berechnet sich näherungsweise aus {\displaystyle \kappa ={\tfrac {f+2}{f}}}, wobei {\displaystyle f} die Anzahl der Freiheitsgrade der Bewegung eines Teilchens (Atom oder Molekül) ist. Für einen Massenpunkt gilt {\displaystyle f=3}, für eine starre Hantel mit zwei Massenpunkten (Molekül mit zwei Atomen) {\displaystyle f=5}, für einen starren Körper mit mehr als zwei Massenpunkten (stark gewinkeltes Molekül) {\displaystyle f=6}, für nicht starre Körper mit mehr als zwei Massenpunkten (Molekül mit einer fehlenden starren Verbindung) {\displaystyle f=7}. Für komplexe Moleküle erhöht sich der Freiheitsgrad um jede fehlende starre Verbindung {\displaystyle f>7}. Ohne Berücksichtigung der Vibration aller mehratomigen Moleküle im höheren Temperaturbereich kann der Adiabatenexponent also nur folgende Werte annehmen:
- {\displaystyle \kappa =\,{\tfrac {5}{3}}\,\approx 1{,}67\ } für einatomige Gase (z. B. alle Edelgase)
- {\displaystyle \kappa =\,{\tfrac {7}{5}}\,=1{,}40\ } für zweiatomige Gase (z. B. Stickstoff N2, Wasserstoff H2, Sauerstoff O2, Kohlenmonoxid CO)
- {\displaystyle \kappa =\,{\tfrac {8}{6}}\,\approx 1{,}33\ } für starre Moleküle mit mehr als zwei Atomen (z. B. Wasserdampf H2O, Schwefelwasserstoff H2S, Methan CH4)
- {\displaystyle \kappa =\,{\tfrac {9}{7}}\,\approx 1{,}29\ } für Moleküle mit einer fehlenden starren Verbindung (z. B. Stickoxide NO2 und N2O, Kohlendioxid CO2, Schwefeldioxid SO2, Ammoniak NH3)
- {\displaystyle \kappa ={\tfrac {10}{8}}=1{,}25\ } für größere Moleküle mit fehlenden starren Verbindungen (z. B. Ethan C2H6, Ethen C2H4, Methanol CH3OH)

Für trockene Luft (mittlere Molmasse {\displaystyle M=0{,}02896\,\mathrm {kg/mol} }, Normaltemperatur {\displaystyle T=293{,}15\,\mathrm {K} }, {\displaystyle \kappa =1{,}402}) erhält man
{\displaystyle c_{\text{Luft}}\,\approx \,{\sqrt {1{,}402\cdot {\frac {8{,}3145\,\mathrm {J\,mol^{-1}\,K^{-1}} \cdot 293{,}15\,\mathrm {K} }{0{,}02896\,\mathrm {kg\,mol^{-1}} }}}}=343{,}5\,\mathrm {\frac {m}{s}} },
in guter Übereinstimmung mit dem in trockener Luft gemessenen Wert.
Die Schallgeschwindigkeit {\textstyle c_{\text{Ideales Gas}}={\sqrt {\kappa \,{\frac {RT}{M}}}}} ist etwas kleiner als die mittlere Translationsgeschwindigkeit {\textstyle {\sqrt {\overline {v^{2}}}}={\sqrt {3\,{\frac {RT}{M}}}}} der im Gas sich bewegenden Teilchen. Das steht im Einklang mit der anschaulichen Interpretation der Schallausbreitung in der kinetischen Gastheorie: Eine kleine lokale Abweichung des Druckes und der Dichte von ihren Durchschnittswerten wird von den durcheinanderfliegenden Teilchen in die Umgebung getragen.
Der Faktor {\displaystyle \kappa } kommt aus der adiabatischen Zustandsgleichung, die Prozesse beschreibt, bei denen die Temperatur nicht konstant bleibt, obwohl keine Wärme ausgetauscht wird. Schallwellen bestehen aus periodischen Schwankungen von Dichte und Druck, die so rasch ablaufen, dass währenddessen Wärme nennenswert weder zu- noch abfließen kann. Wegen der damit verbundenen Temperaturschwankungen gilt die obige Formel für {\displaystyle c_{\text{Luft}}} nur im Grenzfall kleiner Amplituden, wobei für {\displaystyle T} die Durchschnittstemperatur einzusetzen ist. Tatsächlich machen sich bei großen Amplituden, z. B. nach einer Detonation, nichtlineare Effekte dadurch bemerkbar, dass die Wellenberge – Wellenfronten mit maximaler Dichte – schneller laufen als die Wellentäler, was zu steileren Wellenformen und zur Ausbildung von Stoßwellen führt.

### Adiabatenexponent und Schallgeschwindigkeit
Die Schallgeschwindigkeit von Gasen ließ sich durch das Kundtschen Rohr schon früh verhältnismäßig leicht präzise zu messen. In Zusammenhang mit bekannter Dichte und (langsamer) Kompressiblität ist eine ziemlich genaue Messung des Adiabatenexponenten möglich und damit der effektiven Freiheitsgrade möglich.
Die genauen Hintergründe konnten erst mit Hilfe der Atomphysik und der Quantenmechanik erklärt werden.

#### Freiheitsgrade von Atomen und Molekülen
Das erste mit chemischen Methoden als einatomig identifizierte Gas – Quecksilberdampf bei hoher Temperatur – zeigte 1875 auch zum ersten Mal den Wert {\displaystyle \kappa =1{,}667}, also {\displaystyle f=3}. Dieser Wert ist nach der kinetischen Gastheorie einem Gas aus idealen Massenpunkten vorbehalten. Ab 1895 kamen gleiche Befunde an den neu entdeckten Edelgasen Argon, Neon hinzu. Das stützte einerseits die damalige Atomhypothese, nach der alle Materie aus winzigen Kügelchen aufgebaut ist, warf aber andererseits die Frage auf, warum diese Kugeln nicht wie jeder starre Körper drei weitere Freiheitsgrade für Drehbewegungen besitzen. Die Ende der 1920er Jahre gefundene quantenmechanische Erklärung besagt, dass für Drehbewegungen angeregte Energieniveaus besetzt werden müssen, deren Energie so hoch liegt, dass die kinetische Energie der stoßenden Gasteilchen bei weitem nicht ausreicht.:S. 8 Das gilt auch für die Rotation eines zweiatomigen Moleküls um die Verbindungslinie der Atome und erklärt somit, warum es hier für die Rotation nicht drei, sondern nur zwei Freiheitsgrade gibt.

#### Einfrieren von Rotation-Freiheitsgraden bei niedrigen Temperaturen
Eine markante Temperaturabhängigkeit des Adiabatenkoeffizienten wurde 1912 bei Wasserstoff entdeckt: Bei Abkühlung von 300 K auf 100 K steigt {\displaystyle \kappa } monoton von 1,400 auf 1,667, d. h. vom Wert für eine Hantel zum Wert für einen Massenpunkt. Man sagt, die Rotation „friert ein“, bei 100 K verhält sich das ganze Molekül wie ein Massenpunkt. Die quantenmechanische Begründung schließt an die obige Erklärung für Einzelatome an: Bei 100 K reicht die Stoßenergie der Gasmoleküle praktisch nie zur Anregung eines Energieniveaus mit höherem Drehimpuls, bei 300 K praktisch immer.:S. 272 Der Effekt ist bei anderen Gasen so deutlich nicht beobachtbar, weil sie in dem jeweils betreffenden Temperaturbereich bereits verflüssigt sind. Jedoch wird auf diese Weise erklärt, warum die gemessenen Adiabatenkoeffizienten realer Gase von der einfachen Formel {\displaystyle \kappa ={\tfrac {f+2}{f}}} meist etwas abweichen.

## Schallgeschwindigkeit im realen Gas / Phänomene in der Luftatmosphäre
Die für das ideale Gas entwickelten Vorstellungen und Formeln gelten in sehr guter Näherung auch für die meisten realen Gase. Insbesondere variiert deren Adiabatenexponent {\displaystyle \kappa =c_{\mathrm {p} }/c_{\mathrm {V} }} über weite Bereiche weder mit der Temperatur noch mit dem Druck. Für die Temperaturabhängigkeit der Schallgeschwindigkeit in Luft im Bereich normaler Umwelttemperaturen wird oft die lineare Näherungsformel
{\displaystyle c_{\mathrm {Luft} }\approx (331{,}5+0{,}6\,\vartheta /{}^{\circ }\!\mathrm {C} ){\frac {\mathrm {m} }{\mathrm {s} }}}
benutzt. Diese Näherung gilt im Temperaturbereich −20 °C < {\displaystyle \vartheta } < +40 °C mit einer Abweichung von weniger als 0,2 %. Die absolute Temperatur wurde hier nach {\displaystyle \vartheta /{}^{\circ }\!\mathrm {C} =T/\mathrm {K} -273{,}15} in °C umgerechnet.
Neben der Temperaturabhängigkeit der Schallgeschwindigkeit in Luft ist der Einfluss der Luftfeuchtigkeit zu berücksichtigen. Diese lässt die Schallgeschwindigkeit geringfügig zunehmen, denn die mittlere molare Masse {\displaystyle M} feuchter Luft nimmt durch die Beimischung der leichteren Wassermoleküle stärker ab als der mittlere Adiabatenkoeffizient {\displaystyle \kappa }. Beispielsweise ist bei 20 °C die Schallgeschwindigkeit bei 100 % Luftfeuchtigkeit um 0,375 % höher als bei 0 % Luftfeuchtigkeit. Die gleiche Erhöhung der Schallgeschwindigkeit gegenüber trockener Luft würde sich durch eine Temperaturerhöhung auf gut 22 °C ergeben.
In der normalen Atmosphäre nimmt die Schallgeschwindigkeit daher mit der Höhe ab. Sie erreicht ein Minimum von etwa 295 m/s (1062 km/h) in der Tropopause (ca. 11 km Höhe). Andererseits nimmt die Schallgeschwindigkeit bei einer Inversionswetterlage mit der Höhe zu, da dann eine wärmere Luftschicht über einer kälteren liegt. Oft geschieht dies am Abend nach einem warmen Sonnentag, weil sich der Boden schneller abkühlt als die höheren Luftschichten. Dann schreiten die Wellen in der Höhe schneller voran als unten, sodass eine Wellenfront, die von einer bodennahen Schallquelle schräg aufwärts strebt, wieder nach unten gelenkt wird (siehe Schallausbreitung). Man sagt, die Schallstrahlen werden zum Boden hin gekrümmt. An Sommerabenden kann man das oft an der größeren Reichweite der Schallausbreitung bemerken.
Ähnlich lautet die Begründung dafür, dass man mit dem Wind besser hört als gegen den Wind. Obwohl die Bewegung des Mediums Luft keinen Einfluss auf die Schallausbreitung als solches haben sollte, da die Windgeschwindigkeit immer klein gegen die Schallgeschwindigkeit ist, verbessert sich die Reichweite des Schalls. Der Wind hat fast immer ein Geschwindigkeitsprofil mit nach oben zunehmender Geschwindigkeit, was, wie oben beschrieben, zur Ablenkung der Schallausbreitung führt, und zwar einer Ablenkung nach oben bei Gegenwind und nach unten bei Mitwind.

## Beispiele für Schallgeschwindigkeiten in verschiedenen Medien
In den folgenden Tabellen sind einige Beispiele für Schallgeschwindigkeiten in verschiedenen Medien aufgelistet. Angegeben ist für alle Materialien die Schallgeschwindigkeit für die Druckwelle (Longitudinal-Welle), in Festkörpern breiten sich auch Scherwellen (Transversal-Wellen) aus.

### In Gasen

Schallgeschwindigkeit in Wasser

Soweit nicht anders vermerkt, gelten die Werte für Normbedingungen (Temperatur von 20 °C, Druck von 101325 Pa).
| Gas                   | longitudinal |                                | Gas     | longitudinal |
| Luft                  | 343 m/s      | Argon                          | 319 m/s |              |
| Helium                | 981 m/s      | Krypton                        | 221 m/s |              |
| Wasserstoff           | 1280 m/s     | Methan                         | 466 m/s |              |
| Sauerstoff (bei 0 °C) | 316 m/s      | Wasserdampf (bei 100 °C)       | 477 m/s |              |
| Kohlenstoffdioxid     | 266 m/s      | Schwefelhexafluorid (bei 0 °C) | 129 m/s |              |

### In Flüssigkeiten
Die meisten Flüssigkeiten haben ähnliche Schallgeschwindigkeiten von ca. 1400 m/s, die sich in der Nähe des Siedepunktes reduzieren.
Soweit nicht anders vermerkt, gelten die Werte bei Normaldruck und einer Temperatur von 20 °C.
| Flüssigkeit  | longitudinal |                     | Flüssigkeit | longitudinal         |          | Flüssigkeit | longitudinal |
| Brom         | 0780 m/s     | Schweres Wasser     | 1386 m/s    | Meerwasser           | 1500 m/s |             |              |
| Diethylether | 0976 m/s     | Wasser (bei 0 °C)   | 1407 m/s    | Glycerin             | 1920 m/s |             |              |
| Chloroform   | 1001 m/s     | Wasser              | 1484 m/s    | Helium (bei −269 °C) | 180 m/s  |             |              |
| Ethylalkohol | 1168 m/s     | Wasser (bei 75 °C)  | 1555 m/s    | Quecksilber          | 1450 m/s |             |              |
| Benzol       | 1326 m/s     | Wasser (bei 100 °C) | 1543 m/s    | Gallium (bei 30 °C)  | 2740 m/s |             |              |

### In Festkörpern
Soweit nicht anders vermerkt, gelten die Werte für eine Temperatur von 20 °C.
| Metalle                        | longitudinal        | transversal       |                        | Festkörper | longitudinal | transversal |
| Aluminium                      | 6250–6350 m/s       | 3100 m/s          | Beton (C20/25)         | 3655 m/s   | 2240 m/s     |             |
| Beryllium                      | 12800 m/s 12900 m/s | 8710 m/s 8880 m/s | Buchenholz             | 3300 m/s   |              |             |
| Beryllium                      | 12800 m/s 12900 m/s | 8710 m/s 8880 m/s | Eis (bei −4 °C)        | 3250 m/s   | 1990 m/s     |             |
| Blei                           | 2160 m/s            | 700 m/s           | Gummi                  | 1500 m/s   | 150 m/s      |             |
| Eisen                          | 5170 m/s            | 2810 m/s          | Marmor                 | 6150 m/s   |              |             |
| Gold                           | 3240 m/s            | 1200 m/s          | Polymethylmethacrylat  | 2670 m/s   | 1120 m/s     |             |
| Kupfer                         | 4660 m/s            | 2260 m/s          | PVC-P (weich)          | 80 m/s     |              |             |
| Magnesium                      | 5790 m/s            | 3100 m/s          | PVC-U (hart)           | 2250 m/s   | 1060 m/s     |             |
| Stahl                          | 5850 m/s 5920 m/s   | 3230 m/s          | Silikonkautschuk (RTV) | ≈ 1000 m/s |              |             |
| Stahl                          | 5850 m/s 5920 m/s   | 3230 m/s          | Silicium               | 7180 m/s   | 2670 m/s     |             |
| Thallium                       | 1600 m/s            | 480 m/s           | Bor                    | 16200 m/s  | 9800 m/s     |             |
| Titan                          | 6100 m/s            | 3120 m/s          | Diamant                | 18000 m/s  | 12200 m/s    |             |
| Zk60 (94 % Mg, 5 % Zn, 1 % Zr) | 6250 m/s            | 3030 m/s          | Graphen                | 20000 m/s  |              |             |
| Zk60 (94 % Mg, 5 % Zn, 1 % Zr) | 6250 m/s            | 3030 m/s          | theoretisches Maximum  | 36100 m/s  | 25500 m/s    |             |

### Im Planeten Erde
| Schicht   | longitudinal (P-Welle) | transversal (S-Welle) |                 | Schicht      | longitudinal (P-Welle) | transversal (S-Welle) |
| Erdkruste | 5,5–7 km/s             | 3–4 km/s              | Äußerer Erdkern | 8–10 km/s    | keine (flüssig)        |                       |
| Erdmantel | 8–13,5 km/s            | 4,5–7,3 km/s          | Innerer Erdkern | 11–11,5 km/s | 3,5–4 km/s             |                       |

### Entartete Materie
| Medium         | Medium        | longitudinal         | transversal     |
| -------------- | ------------- | -------------------- | --------------- |
| Kernmaterie    | Kernmaterie   | 60.000 km/s          |                 |
| Weißer Zwerg   | äußere Hülle  | 1.000–010.000 km/s   | keine (flüssig) |
| Weißer Zwerg   | Kern          | 100.000–170.000 km/s | keine (flüssig) |
| Neutronenstern | äußere Kruste | 1.000–010.000 km/s   | ~ 0,1 vL        |
| Neutronenstern | innere Kruste | 10.000–100.000 km/s  | keine (flüssig) |
| Neutronenstern | Kern          | 100.000–230.000 km/s | keine (flüssig) |

Die äußere Kruste eines Neutronensterns weist einen Schermodul auf, der sich in Richtung der inneren Kruste reduziert und im Bereich der inneren Kruste verschwindet.

## Temperaturabhängigkeit
| Tempe- ratur {\displaystyle \vartheta } | Schallgeschwindigkeit {\displaystyle c_{\text{S}}} | Schallgeschwindigkeit {\displaystyle c_{\text{S}}} | Schallgeschwindigkeit {\displaystyle c_{\text{S}}} |
| Tempe- ratur {\displaystyle \vartheta } | (m/s)                                              | (km/h)                                             | (kn)                                               |
| --------------------------------------- | -------------------------------------------------- | -------------------------------------------------- | -------------------------------------------------- |
| −50 °C                                  | 299,63                                             | 1078,7                                             | 582,4                                              |
| −40 °C                                  | 306,27                                             | 1102,6                                             | 595,4                                              |
| −30 °C                                  | 312,77                                             | 1126,0                                             | 608,2                                              |
| −20 °C                                  | 319,09                                             | 1148,7                                             | 620,2                                              |
| −10 °C                                  | 325,35                                             | 1171,3                                             | 632,4                                              |
| 0±0 °C                                  | 331,50                                             | 1193,4                                             | 644,4                                              |
| +10 °C                                  | 337,54                                             | 1215,1                                             | 656,1                                              |
| +20 °C                                  | 343,46                                             | 1236,5                                             | 667,7                                              |
| +30 °C                                  | 349,29                                             | 1257,2                                             | 678,8                                              |
| +40 °C                                  | 354,94                                             | 1277,8                                             | 690,0                                              |
| +50 °C                                  | 360,57                                             | 1298,0                                             | 700,9                                              |

Die Berechnung der Geschwindigkeiten durch die Formel für ein Ideales Gas
{\displaystyle c_{\text{Luft}}\,\approx \,20{,}058\cdot {\sqrt {\frac {T}{\text{K}}}}\,\mathrm {\frac {m}{s}} },
mit der absoluten Temperatur {\displaystyle T=\vartheta +273{,}15\,{\text{K}}} weicht um weniger als {\displaystyle 0{,}02\,\%}  von den experimentell ermittelten Werten in der Tabelle ab.

## Frequenzabhängigkeit
Ist die Schallgeschwindigkeit von der Frequenz abhängig, handelt es sich um ein dispersives Medium. Jede Frequenzkomponente breitet sich jeweils mit ihrer eigenen Phasengeschwindigkeit (und Dämpfung) aus, während die Energie der Störung sich mit der Gruppengeschwindigkeit fortpflanzt. Gummi ist ein Beispiel für ein dispersives Medium: Bei höherer Frequenz ist es steifer, hat also eine höhere Schallgeschwindigkeit.
In einem nicht-dispersiven Medium ist die Schallgeschwindigkeit unabhängig von der Frequenz. Daher sind die Geschwindigkeiten des Energietransports und der Schallausbreitung dieselben. Wasser und trockene Luft sind im für Menschen hörbaren Frequenzbereich nicht-dispersive Medien. Bei hoher Luftfeuchte und im nahen Ultraschallbereich (100 kHz) ist Luft dispersiv.

### Schallgeschwindigkeit in Gasen bei sehr hohen Frequenzen
Bei hohen Frequenzen geht die Kompression von Gasen durch Schall durch Wärmeleitvorgänge von adiabatisch in isotherm über.
Die Schallgeschwindigkeit fällt dadurch:
{\displaystyle c_{\mathrm {Lo} }={\sqrt {\kappa \,{\frac {k_{\mathrm {B} }T}{m}}}}\;\longrightarrow \;c_{\mathrm {Hi} }={\sqrt {1\,{\frac {k_{\mathrm {B} }T}{m}}}}}
Der Übergang erfolgt im Bereich der thermischen Leitfähigkeitsfrequenz (thermal conduction frequency) {\displaystyle f_{\mathrm {TC} }}:
{\displaystyle f_{\mathrm {TC} }={\frac {\rho \,c_{p}\,c^{2}}{2\pi \,\lambda }}}.
Sie beträgt für Luft bei 20 °C und 101,325 kPa:
{\displaystyle f_{\mathrm {TC} }\approx \mathrm {\frac {1{,}24\;kg/m^{3}\cdot 1006{,}7\;m^{2}/(s^{2}\cdot K)\cdot (343{,}2\;m/s)^{2}}{2\pi \cdot 0{,}0262\;kg\cdot m/(s^{3}\cdot K)}} \approx 893\;\mathrm {MHz} }.
Bei dieser Frequenz befindet man sich halbwegs zwischen adiabatischer und isothermer Kompression, was für zweiatomische Gase einen Abfall von knapp 8 % bedeutet. Das entspricht einem Abfall von knapp 90 ppm/MHz. Da die Wärmeleitung gleichzeitig ein dissipativer Prozess darstellt,
reduziert sich nicht nur die Schallgeschwindigkeit, sondern die Dämpfung steigt erheblich an, so dass dieser Prozess unter Normalbedingungen kaum zu beobachten ist.
In dünnen Gasen tritt der Effekt schon bei deutlich geringeren Frequenzen auf. Da {\displaystyle c_{p},\ c,\ \lambda } kaum vom Druck abhängen, und {\displaystyle \rho \propto p}, verschiebt sich der Effekt proportional zum Druck zu niedrigeren Frequenzen.

## Schallgeschwindigkeit und Thermodynamik
Die Schallgeschwindigkeit spielt eine besondere Rolle in der Thermodynamik, insbesondere bei Druckentlastungseinrichtungen, wo sie die maximal erreichbare Geschwindigkeit definiert, mit der die Druckänderung sich ausbreitet. Dadurch, dass sie mit extremer Genauigkeit gemessen werden kann, spielt sie eine große Rolle bei der Aufstellung hochgenauer Zustandsgleichungen und bei der indirekten Messung der Wärmekapazität eines idealen Gases.
Die allgemeine Gleichung zur Berechnung der Schallgeschwindigkeit ist
{\displaystyle c^{2}=-v^{2}\left({\frac {\partial p}{\partial v}}\right)_{\!\!s}=\left({\frac {\partial p}{\partial \rho }}\right)_{\!\!s}}
mit {\displaystyle v=1/\rho } für das spezifische Volumen oder den Kehrwert der Dichte {\displaystyle \rho }. Der Index s beim Differentialquotienten bedeutet „bei konstanter spezifischer Entropie“ (isentrop). Für das ideale Gas ergibt sich daraus wie oben angeführt
{\displaystyle c_{id}={\sqrt {\kappa RT}}}
mit
{\displaystyle \kappa ={\frac {c_{p}^{id}}{c_{v}^{id}}}}

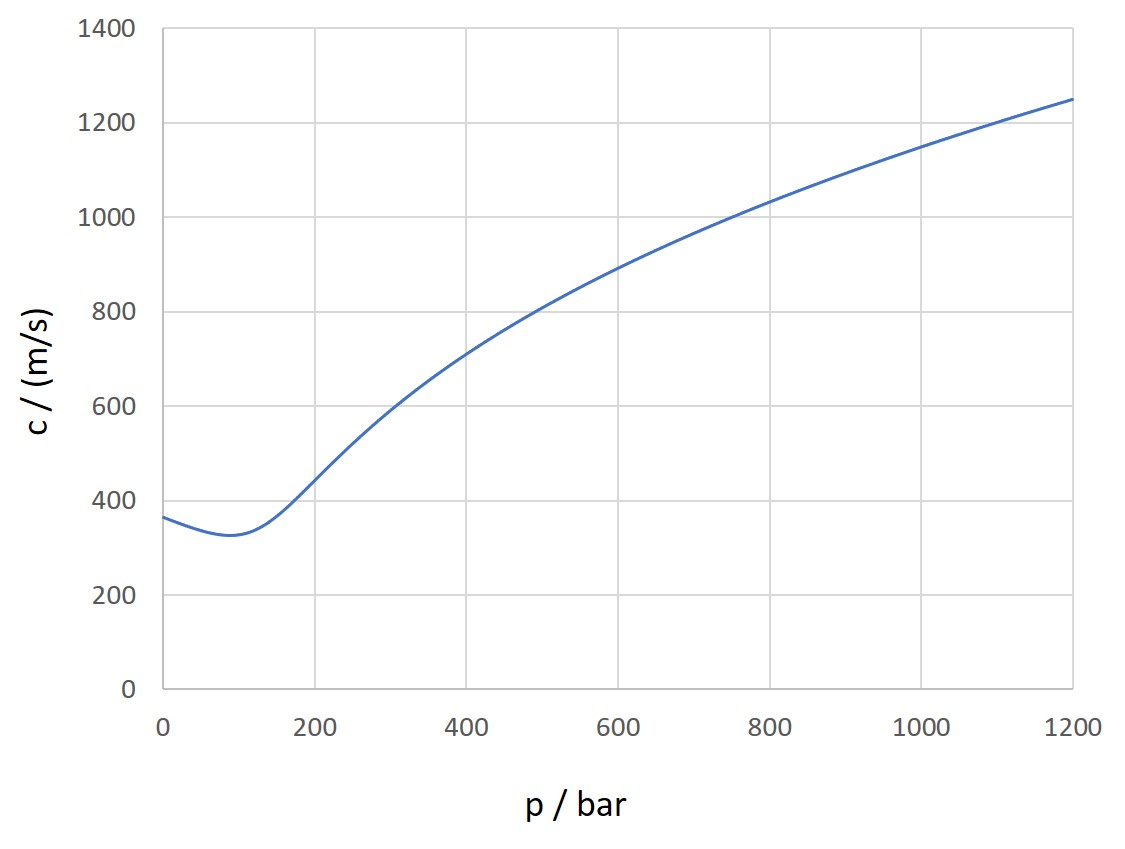
Bild 1: Schallgeschwindigkeit von Ethylen bei 100 °C als Funktion des Druckes

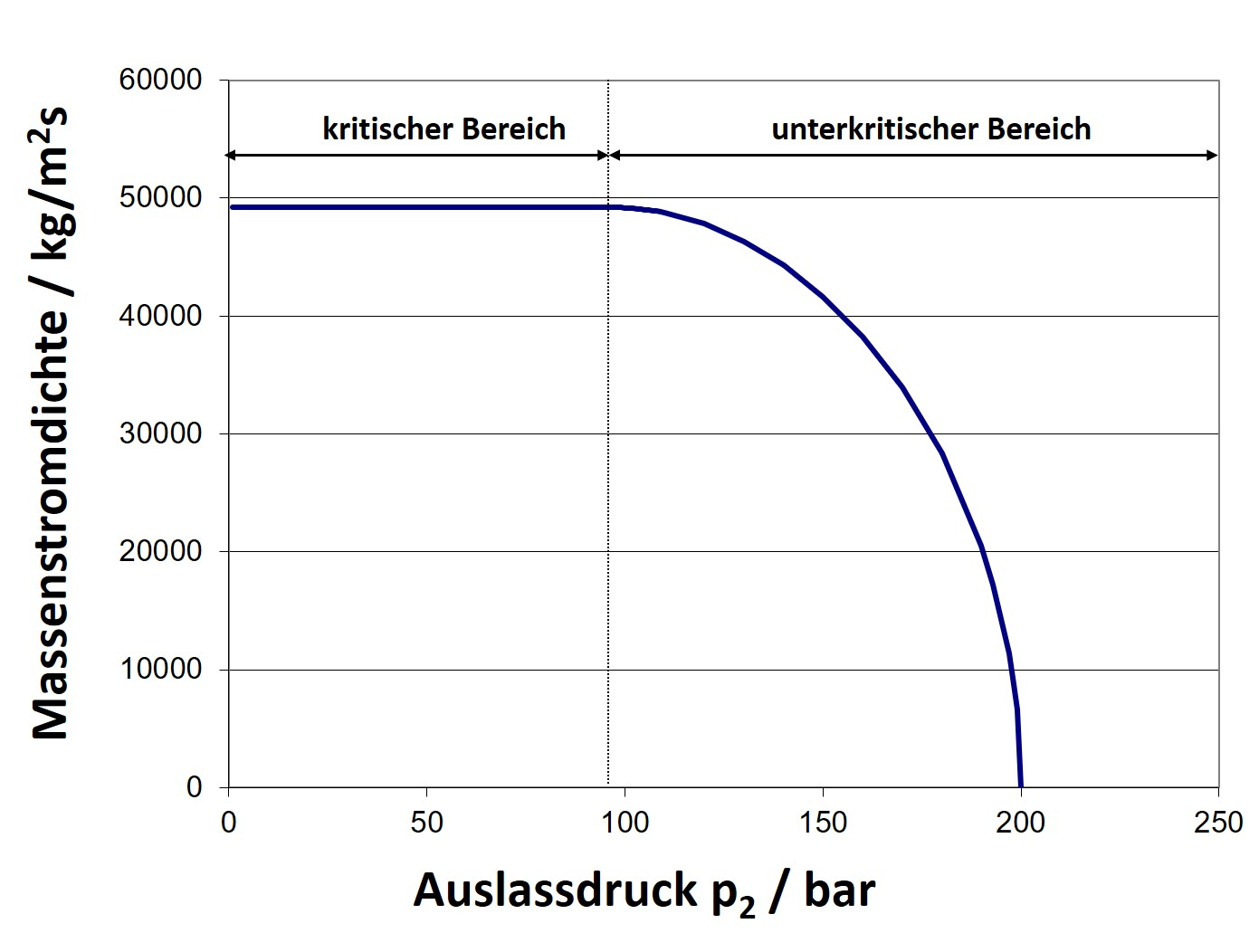
Bild 2: Massenstromdichte eines Gasstroms als Funktion des Austrittsdruckes

Bild 3: Form einer Lavaldüse

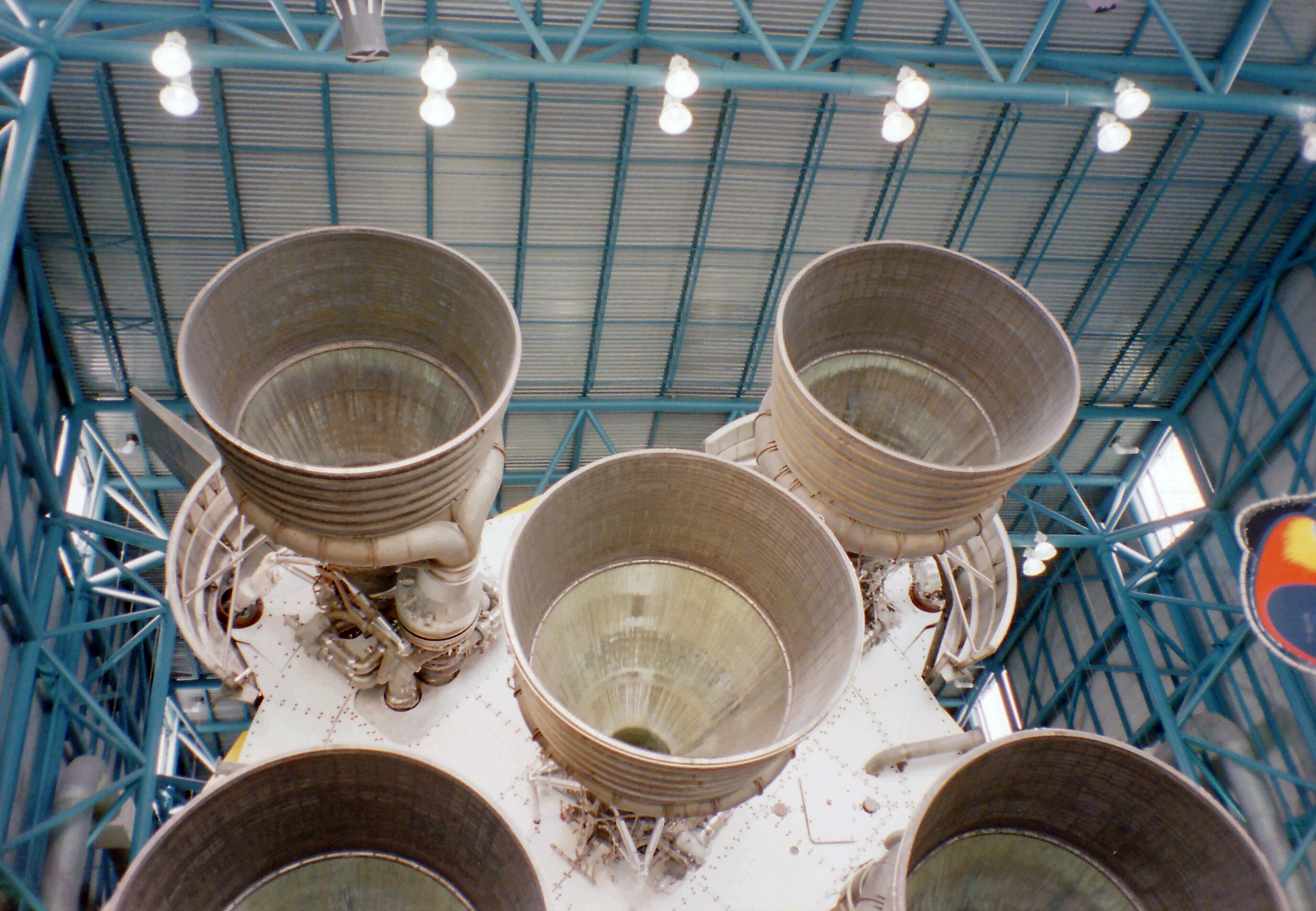
Bild 4: Lavaldüsen am Triebwerksmodell der Saturn-V-Rakete in Cape Canaveral

als dem Verhältnis der isobaren und der isochoren spez. Wärmekapazitäten und R als der speziellen Gaskonstante (massebezogen). Die gebräuchlichen thermischen Zustandsgleichungen haben die Form {\displaystyle p=f(T,v)}. Es folgt nach einigen Umformungen
{\displaystyle c^{2}=v^{2}\left[{\frac {T}{c_{v}}}\left({\frac {\partial p}{\partial T}}\right)_{v}^{2}-\left({\frac {\partial p}{\partial v}}\right)_{T}\right]}
mit der realen spez. isochoren Wärmekapazität
{\displaystyle c_{v}=c_{v}^{id}+T\int _{\infty }^{v}\left({\frac {\partial ^{2}p}{\partial T^{2}}}\right)_{v}dv}
Mit diesen Beziehungen kann man bei Kenntnis einer thermischen Zustandsgleichung den Druckeinfluss auf die Schallgeschwindigkeit berücksichtigen. Bild 1 zeigt die Abhängigkeit der Schallgeschwindigkeit vom Druck bei Ethylen für eine Temperatur von 100 °C.
Die Schallgeschwindigkeit hat besonders durch ihre leichte experimentelle Zugänglichkeit Bedeutung erlangt. Die direkt kaum messbare spezifische Wärmekapazität idealer Gase ist mit der Schallgeschwindigkeit des idealen Gases verknüpft:
{\displaystyle c_{p}^{id}={\frac {Rc^{2}}{c^{2}-RT}}}
Ebenso kann die Gaskonstante mit Schallgeschwindigkeitsmessungen sehr genau ermittelt werden. Für einatomige Edelgase (He, Ne, Ar) ist
{\displaystyle c_{p}^{id}=2{,}5R}, unabhängig von der Temperatur. Dann folgt
{\displaystyle R={\frac {3}{5}}{\frac {c^{2}}{T}}}
Da {\displaystyle c} und {\displaystyle T} sehr exakt gemessen werden können, ist dies eine extrem genaue Methode, die Gaskonstante zu bestimmen.
Die Schallgeschwindigkeit ist maßgeblich bei der Druckentlastung von Gasen über ein Ventil oder eine Blende. Abhängig vom Zustand in dem zu entlastenden Behälter gibt es eine maximale Massenstromdichte (choked flow) im engsten Querschnitt des Ventils, die nicht überschritten werden kann, auch wenn der Druck jenseits des Ventils noch weiter abgesenkt wird (Bild 2). Im engsten Querschnitt stellt sich dann die Schallgeschwindigkeit des Gases ein. Bei idealen Gasen ist dies näherungsweise dann der Fall, wenn der Austrittsdruck kleiner ist als die Hälfte des Behälterdrucks. Die max. Massenstromdichte gilt auch dann, wenn ein Gas durch ein Rohr mit konstantem Querschnitt strömt. Die Schallgeschwindigkeit kann dann nicht überschritten werden, was ebenfalls von erheblicher sicherheitstechnischer Bedeutung für die Auslegung von Druckentlastungseinrichtungen ist. Für eine Beschleunigung eines Gases über die Schallgeschwindigkeit hinaus benötigt man speziell geformte Strömungskanäle, die sich nach einem engsten Querschnitt definiert erweitern, sog. Lavaldüsen (Bild 3). Ein Beispiel dafür sind die Austrittsdüsen von Raketentriebwerken (Bild 4).

## Sonstiges
In der Luftfahrt wird die Geschwindigkeit eines Flugzeugs auch relativ zur Schallgeschwindigkeit gemessen. Dabei wird die Einheit Mach (benannt nach Ernst Mach) verwendet, wobei Mach 1 gleich der jeweiligen Schallgeschwindigkeit ist. Abweichend von anderen Maßeinheiten wird bei der Messung der Geschwindigkeit in Mach die Einheit vor die Zahl gesetzt.
→ Mach-Zahl
Die Entfernung eines Blitzes und damit eines Gewitters lässt sich durch Zählen der Sekunden zwischen dem Aufleuchten des Blitzes und dem Donnern abschätzen. Der Schall legt in der Luft einen Kilometer in etwa drei Sekunden zurück, der Lichtblitz dagegen in vernachlässigbar kurzen drei Mikrosekunden. Teilt man die Anzahl der gezählten Sekunden durch drei, ergibt sich daher in etwa die Entfernung des Blitzes in Kilometern.